# Alloxysta brevitarsis
Alloxysta brevitarsis är en stekelart som först beskrevs av Thomson 1862.  Alloxysta brevitarsis ingår i släktet Alloxysta, och familjen glattsteklar. Arten är reproducerande i Sverige.